# 師道大学
師道大学（しどうだいがく）は、1942年に、かつての満州国が吉林省吉林市に設置した国立大学。吉林師道大学または国立師道大学と称することもある。
満州国吉林省吉林市郊外の八百壟に校舎があった。満州国の中等教育教員、具体的には、師道学校（初等教育教員の養成学校）、国民高等学校の普通学科及び技能科（音楽、体育、図画、手工、書道、家事、裁縫、手芸等）教員の養成を目的とした。満州国唯一の高等師範学校であり、満州国の教員養成システムの頂点に位置づけられていた学校である。

## 沿革

### 経緯
創設時は「吉林高等師範学校」と呼ばれ、1931年の満州事変（九・一八事変）以前に張作相が創設した旧吉林大学の跡地に校舎があった。

### 年表
- 1934年 - 吉林高等師範学校開校。
- 1934年 - 師道高等学校と改称。
- 1942年 - 師道大学となる。
- 1945年 - ソ連対日参戦により「満州国」崩壊。校地が吉林捕虜収容所となる[1]。
- 1946年 - 中華民国により接収され、長春師範学院に併合。

## 学部
師道大学では、学部・学科に相当するものは「班」と呼ばれ、男子部に9班、女子部に4班を設置していた。「日本語」と「軍事訓練」が各班の共通科目となっていた。
- 男子部
  - 第一班 - 教育
  - 第二班 - 国語（「満語」と呼ばれる中国語と日本語）
  - 第三班 - 歴史地理
  - 第四班 - 数学
  - 第五班 - 物理化学
  - 第六班 - 博物（生物）
  - 第七班 - 美術
  - 第八班 - 音楽
  - 第九班 - 体育
- 女子部
  - 第一班 - 家事
  - 第二班 - 裁縫手芸
  - 第三班 - 音楽
  - 第四班 - 体育

## 教職員
校長（学長とも称する）、教務長、舎監（主に学生の思想、生活を管理）は日本人であり、軍事教官は日本人の現役将校であった。教授や助教授等の主要ポストも日本人が占めていた。講義はすべて日本語で行われた。

## 学生
漢族、満州族、蒙古族の「満系」、朝鮮族の「鮮系」、日本人の「日系」といった形で、民族ごとにはっきりと区別されていた。「日系」については、「大東亜戦ノ勃発ト共ニ日系教師補充不可能トナリタルヲ以テ」1944年度以降に日本人学生の受け入れを開始した。
寄宿舎の地下にある食堂では、テーブルが東西に2列並べられ、一方は日系専用で米飯が出され、もう一方は満系でコウリャンとトウモロコシが出された。

## 入学者選抜
師道大学は1年に約150人を募集し、高級中学程度の学校の卒業生を対象とした。師道高等学校の設立時から11期に渡り学生を募集した。
入学試験は「体力測定」と「口頭試験」から成り、筆記試験は全くなかったという。体力測定は5,000メートル走等3種類あった。5,000メートル走では所定時間内に完走しなければ不合格となった。口頭試験は、約40分間の試験時間に、4～5人の試験官が1人の受験生に質問を行うもので、すべて日本語で行われた。

## 著名な関係者

### 学長
- 阿部宗孝 - 1941年就任。元東京府立高等学校（現：首都大学東京）校長。
- 添野信 - 1944年就任。元第五高等学校（現：熊本大学）校長[3]。

### 教員
- 茂木善作 - 1943年教授就任[4]。元陸上競技選手、1920年アントワープオリンピック出場[4]。